# NGC 61
NGC 61은 물고기자리 방향에 있는 렌즈형 은하이자, 상호작용은하다.